# Cementerio del Buceo, Montevideo
Cementerio del Buceo je gradsko groblje u urugvajskom glavnom gradu Montvideu. Osnovano je i otvoreno za korištenje 1835. godine, te se na njemu mogu pokopati tijela preminulih stanovnika Montevidea neovisno o nacionalnosti, kulturi i vjeroispovijesti.  Groblje se nalazi pod upravom grada, čije se službe brinu o njegovu održavanju i uređenju.
Groblje se nalazi u gradskoj općini (barrio) Buceo, u blizini obale Rio de la Plate. U blizini groblja nalazi se i poznato Britansko groblje, koje je jedno od nastarijih uređenih gradskih groblja u Urugvaju.
Na groblju su pokopana četvorica velikih i zaslužnih Urugvajaca:
- Rafael Barradas, slikar i ilustrator časopisa "Alfar", vodećeg časopisa avangardne umjetnosti. Na groblju je pokopan 1929. godine.[3]

- Pedro Cubilla, nogometaš i nogometni trener. Igrao je za klubove Liverpool, Club Atletico Peñarol, River Plate, Rampla Juniors i Huracán. Na groblju je pokopan 2007. godine.[4]

- Esteban Echeverría, pisac, pjesnik i političar. Pisao je po uzoru na Shakespearea, Goethea, Georgea Byrona, Schillera i druge velike književnike. na groblju je pokopan 1851.[5]

- Juan Pablo Rebella, filmski umjetnik, redatelj i scenarist. Snimio je nekoliko uspješnih filmova u koprodukciji sa španjolskim filmskim kućama. Unatoč uspješnoj karijeri počinio je samoubojstvo te je na groblju pokopan 2006.[6]

## Vanjske poveznice
- (šp.) Cementerio del Buceo, Montevideo - službene stranice groblja  Arhivirana inačica izvorne stranice od 4. ožujka 2016. (Wayback Machine)